# Sirmaur
Sirmaur är en ort i Indien.   Den ligger i distriktet Rewa och delstaten Madhya Pradesh, i den centrala delen av landet, 600 km sydost om huvudstaden New Delhi. Sirmaur ligger 313 meter över havet och antalet invånare är 11 812.
Terrängen runt Sirmaur är platt åt sydost, men åt nordväst är den kuperad. Runt Sirmaur är det tätbefolkat, med 308 invånare per kvadratkilometer. Sirmaur är det största samhället i trakten. Trakten runt Sirmaur består till största delen av jordbruksmark.